# Malteška košarkaška reprezentacija
Malteška košarkaška reprezentacija predstavlja državu Maltu u športu košarci.
Krovna organizacija: 
Glavni trener: 